# George Meredith

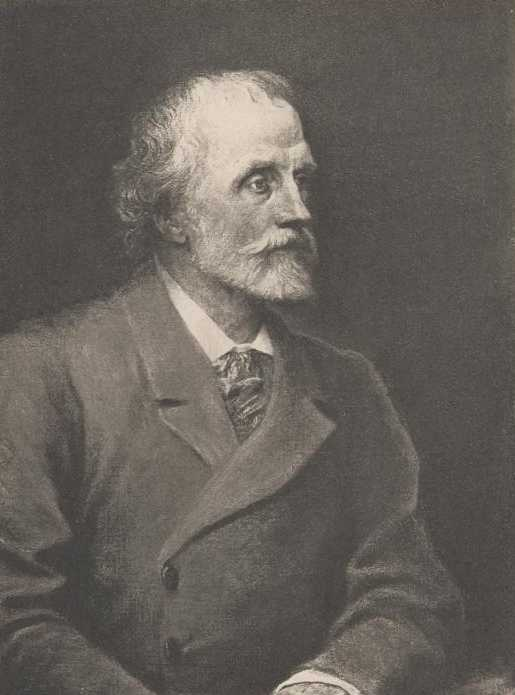
George Meredith (1893)

George Meredith, född 12 februari 1828 i Portsmouth i Hampshire, död 18 maj 1909 vid Box Hill nära Dorking i Surrey, var en brittisk författare.

## Biografi
Meredith var av walesisk-irländsk börd. Han började som jurist men övergick till journalistik. Senare kom han i kontakt med prerafaeliterna och bodde en tid tillsammans med Algernon Swinburne och Dante Gabriel Rossetti.
Hans lyrik och prosa handlar om komplicerade filosofiska och psykologiska problem. Hans stil är subtil men ibland snårig och svårtillgänglig. 
"Meredith var en originell romanförfattare, som dock genom sin omständliga stil hade svårt att nå rättvis uppskattning. Som karaktärs- och miljöskildrare är han suverän och välgörande osentimental. Även hans tankedikter står högt." (Litteraturhandboken, 1983)

## Böcker på svenska
- Sandra Belloni (översättning D. K., Beijer, 1894) (Emilia in England, 1864)
- Diana på korsvägen (översättning Signild Wejdling, Hierta, 1903-1904) (Diana of the Crossways, 1885)
- Richard Feverels eldprof (översättning Nils Selander, Bonnier, 1907) (The ordeal of Richard Feverel, 1859)
- Richard Feverels eldprov (översättning Nils Holmberg, Natur och kultur, 1945) (The ordeal of Richard Feverel)